# 西野花
西野花（日语：ニシノフラワー），是日本純種競賽馬匹。生涯活躍於短途至一哩賽，曾勝出阪神三歲牝馬錦標、櫻花賞及短途馬錦標等一級賽，並於1992年當選最佳4歲雌馬及最佳短途馬。

## 出賽前
1989年4月19日出生於北海道鵡川町（今新鵡川町）西山牧場，直接歸屬牧場負責人西山正行擁有。
其後交由栗東訓練中心練馬師松田正弘訓練。

## 競賽生涯

### 3歲（現2歲）
由於受到重度訓練影響以導致前腳患有疏仙跡象，因而於陣營考慮後決定推遲出賽日期，最終於1991年7月7日出戰札幌競馬場3歲新馬戰，於佐藤正雄策騎下成功一放到底以4馬位差距輕鬆獲勝。
其後陣營原本打算安排其出戰函館三歲錦標，但最終因顧慮下函館競馬場較崎嶇的賽道等因素，最終決定繼續停留札幌出戰札幌三歲錦標。比賽開始後，雖然其處於最內檔的位置，但並未搶佔位置進行領放，意思於第三左右的有利位置追趕前方的領放馬Iide Zao。通過最後彎道後，前方的Iide Zao因爲失速沉底，西野花趁機搶佔領先的位置，並繼續於內欄位置衝刺突破，最終成功以3 1/2馬位加上破紀錄的1分10.5秒時間奪得首個分級賽冠軍，亦爲騎師佐藤帶來首個分級賽頭銜。
11月2日出戰阪神三歲牝馬錦標的前哨戰每日盃三歲錦標，因主戰騎師佐藤被罰停賽一星期，改由田原成貴代打策騎。比賽開始後，其成功進佔有利位置以先行姿態推進，並以緩慢步速追趕前方馬匹。進入直路後，其隨即加速接近領放馬並成功超越對手，更於最後200米時成功透出進入獨走狀態，最終以3 1/2大幅拋離對手奪冠。
12月1日出戰阪神三歲牝馬錦標，爲3歲馬賽事改革後的首屆賽事。比賽開始後，其於較內檔位置開始推進，但由於受到外檔對手的壓力導致其迷失方向，所幸騎師佐藤成功令西野花冷靜並繼續於第三的位置追趕前方領放馬。通過第三彎道後，領放的Foundry Evert開始失速沉底，其把握機會進佔第二的位置，並於直路中段繼續加速超越Uto Jane。直路最後關頭，後方的Sanei Thank You及Shinko Lovely以凌厲的勢頭加速迫近西野花，但其仍然可以保持速度抵擋對手的壓力，最終以3/4馬位奪得首個一級賽冠軍，亦爲騎師佐藤及練馬師松田正弘帶來首個一級賽頭銜。
年末，由於其以四連勝姿態奪得一級賽的優勢表現，於評選中以全票176票當選最佳3歲雌馬。

### 4歲（現3歲）
1992年首戰爲3月15日的公開賽鬱金香賞，並成功以1.2倍的獨贏賠率獲得第一人氣。比賽開始後，如同往常節奏以先頭姿態推進，但再次受到外檔對手的壓力而需要減速後退。進入直路後，其嘗試再次加速重新返回先頭部隊，但被前方馬匹阻擋而無法作出有效的衝刺。最後300米時，其終於於馬群中央發現空隙衝刺，但此時前方的Adorable經已建立絕對的優勢，即使西野花不斷加速仍未能對對手造成威脅，最終以3 1/2馬位差距吞下生涯首敗。
4月12日出戰櫻花賞，由於賽前主戰騎師佐藤對自己於鬱金香賞的失誤感到愧疚，因而主動讓出主戰騎師的位置，並推薦曾贏得三次櫻花賞冠軍的河內洋策騎。比賽開始後，其繼續處於第三的位置推進，但於比賽途中發揮策略，主動將位置讓予外檔的對手，自身則保持於第六左右的位置。通過第三彎道時，其提早加速並於彎道中段成功接近領放馬Wien Concert。進入直路後，其隨即加速衝刺並輕鬆超越Wien Concert，雖然直路中段後上馬Adorable經已趕到並開始追擊西野花，但其憑藉直路初段建立的優勢並未受到太大壓力，更可以於直路最後關頭繼續加速，最終成功進入獨走狀態下以3 1/2馬位成功復仇奪冠。
5月24日出戰優駿牝馬（日本橡樹大賽），其因此前優秀戰績以獲得第一人氣。比賽開始後，其再次採用先行戰術於前方推進，並於通過第四彎道後取得領先。然而於其進入直路後，其並未能響應騎師河內的指揮繼續加速，最終因失速而以第七落敗。
完成優駿牝馬後，其被安排於西山牧場放草，並以雌馬三冠尾關女皇伊利沙伯二世盃作爲目標。
放草過後，其先出戰女皇伊利沙伯二世盃前哨戰玫瑰錦標，但於直路上被El Casa River、Sanei Thank You及Fantasy Suzuka超越，最終以第四完賽。
11月15日出戰女皇伊利沙伯二世盃，比賽途中一直以緩慢的節奏於中團位置推進，並於直路上加速衝刺，可惜仍然未能超越處於前方的Takeno Velvet及Mejiro Kammuri以獲得季軍。
經過優駿牝馬及女皇伊利沙伯二世盃的失利，陣營意識到西野花距離適性的限制，得悉其爲一匹典型的短途一哩賽駒後，陣營確立以其後將以短途戰線作爲主要目標。
12月20日出戰短途馬錦標，爲其首次和年長馬匹決戰。雖然面對一哩冠軍賽霸主大德日神、水晶盃冠軍櫻花進王、安田紀念冠軍也文攝輝及CBC賞冠軍Yuki Top Run等強敵，但其仍然憑藉讓磅優勢獲得第二人氣。比賽開始後，其處於後方位置緩慢地推進，並於通過彎道後逐步爬升至到中團靠後位置。進入直路後，其於大外檔爆發末腳衝刺，而前方的也文攝輝則於內欄位置繼續加速保持速度並成爲領先的賽駒。直路中段，也文攝輝受限於斜坡的影響以放慢速度，西野花趁機縮窄差距，最終於其爆發速度衝刺下，成功於終點線前超越對手，以頸位優勢奪冠，亦成爲首匹於短途馬錦標升格一級賽後奪得冠軍的4歲馬。
年末，由於其贏得櫻花賞及短途馬錦標，於評選中以分別以147票及126票當選最佳4歲雌馬及最佳短途馬。

### 5歲（現4歲）
2月28日出戰讀賣盃，將再次與也文攝輝對決。比賽開始後，由前方的Narcisse Noir進行領放，西野花則於第三的位置追趕。進入直路後，其率先衝出，而此時處於後方的也文攝輝則開始發力以西野花作爲目標來襲。然而西野花面對後方的壓力，仍然可以跑出全場最快末腳，於直路中段開始獨走，最終拋離也文攝輝3 1/2馬位下再次擊敗對手。
其後並未出戰前哨戰京王盃春季盃，而是直接出戰安田紀念。比賽開始後，其並未選擇先行戰術下於中團位置追走，進入直路後受到其他馬匹撞擊下失去節奏，最終始終無法進一步加速下失速以第十完賽。
6月13日出戰寶塚紀念，再次向中距離賽事挑戰，然而受限於距離適性，其於直路因體力不支失速沉底，最終以第八落敗。
夏季於西山牧場放草後，於10月30日復出出戰天鵝錦標。比賽開始後，其一直跟隨對手之一的Shinko Lovely之節奏推進，並以穩定的速度通過所有彎道。但於進入直路後，其即使繼續加速仍未能超越一早衝出處於先頭的Shinko Lovely，於直路中段又被8歲的老將Stage Hero追過，最終獲得季軍。
11月21日出戰一哩冠軍賽，獲得僅次Shinko Lovely的第二人氣。然而於比賽途中受到大爛地的影響，導致擅長瞬間加速的西野花陷入不利局面，最終於通過第三彎道後便因爲未能進一步加速以失速沉底，以生涯最差的第十三名大敗。
12月19日出戰短途馬錦標，以連霸爲目標。賽前僅次也文攝輝及櫻花進王獲得第三人氣。比賽開始後，其處於中團位置追走，並於比賽途中保持穩定的節奏。進入直路後，其雖然奮力加速衝刺，但最終仍然未能超越前方的櫻花進王及也文攝輝，以第三完賽。
其後陣營宣佈安排其退役，並於1994年1月9日於阪神競馬場舉行退役儀式。

### 詳細賽績
| 日期       | 舉辦國家 | 馬場 | 距離   | 級別 | 賽事名稱           | 負重 | 騎師     | 出馬 | 馬號 | 名次 | 時間   | 頭馬（二馬）         |
| ---------- | -------- | ---- | ------ | ---- | ------------------ | ---- | -------- | ---- | ---- | ---- | ------ | -------------------- |
| 7/7/1991   | 日本     | 札幌 | 泥1000 |      | 3歲新馬            | 53   | 佐藤正雄 | 10   | 5    | 1    | 0:59.8 | （Meiner the Great） |
| 28/7/1991  | 日本     | 札幌 | 草1200 | GIII | 札幌三歲錦標       | 53   | 佐藤正雄 | 14   | 1    | 1    | 1:10.5 | （Disco Hall）       |
| 2/11/1991  | 日本     | 京都 | 草1400 | GII  | 每日盃三歲錦標     | 53   | 田原成貴 | 10   | 9    | 1    | 1:23.2 | （Uto Jane）         |
| 1/12/1991  | 日本     | 阪神 | 草1600 | GI   | 阪神三歲牝馬錦標   | 53   | 佐藤正雄 | 15   | 4    | 1    | 1:36.2 | （Sanei Thank You）  |
| 15/3/1992  | 日本     | 阪神 | 草1600 | OP   | 鬱金香賞           | 54   | 佐藤正雄 | 14   | 8    | 2    | 1:39.1 | Adorable             |
| 12/4/1992  | 日本     | 阪神 | 草1600 | GI   | 櫻花賞             | 55   | 河内洋   | 18   | 9    | 1    | 1:37.5 | （Adorable）         |
| 25/5/1992  | 日本     | 東京 | 草2400 | GI   | 優駿牝馬           | 55   | 河内洋   | 18   | 10   | 7    | 2:29.5 | Adorable             |
| 25/10/1992 | 日本     | 京都 | 草2000 | GII  | 玫瑰錦標           | 55   | 河内洋   | 13   | 8    | 4    | 2:00.8 | El Casa River        |
| 15/11/1992 | 日本     | 京都 | 草2400 | GI   | 女皇伊利沙伯二世盃 | 55   | 河内洋   | 18   | 2    | 3    | 2:27.7 | Takeno Velvet        |
| 20/12/1992 | 日本     | 中山 | 草1200 | GI   | 短途馬錦標         | 53   | 河内洋   | 16   | 8    | 1    | 1:07.7 | （也文攝輝）         |
| 28/2/1993  | 日本     | 阪神 | 草1600 | GII  | 讀賣盃             | 56   | 河内洋   | 12   | 3    | 1    | 1:36.4 | （也文攝輝）         |
| 16/5/1993  | 日本     | 東京 | 草1600 | GI   | 安田紀念           | 55   | 河内洋   | 16   | 2    | 10   | 1:34.1 | 也文攝輝             |
| 13/6/1993  | 日本     | 阪神 | 草2200 | GI   | 寶塚紀念           | 54   | 河内洋   | 11   | 7    | 8    | 2:20.9 | 目白麥昆             |
| 30/10/1993 | 日本     | 京都 | 草1400 | GII  | 天鵝錦標           | 57   | 河内洋   | 16   | 10   | 3    | 1:22.0 | Shinko Lovely        |
| 21/11/1993 | 日本     | 京都 | 草1600 | GI   | 一哩冠軍賽         | 55   | 河内洋   | 15   | 14   | 13   | 1:36.6 | Shinko Lovely        |
| 19/12/1993 | 日本     | 中山 | 草1200 | GI   | 短途馬錦標         | 55   | 河内洋   | 14   | 2    | 3    | 1:08.4 | 櫻花進王             |

## 退役後
退役後，西野花成爲了繁殖雌馬，於北海道鵡川町（今新鵡川町）西山牧場休養，在1994年進行配種但受胎不成功。首匹子嗣Nishino Seiryu於1996年出生，可於1998年出賽，1999年1月31日經已在中央的新馬戰取勝。雖然子嗣整體戰績不佳，但其子嗣中兩匹雌馬Nishino Mirai及西野掌珠成功將其血脈流傳並創立雌系「西野一族」，2022年12月24日於中山大障害擊敗一代障礙賽之王長山之馬奪冠的Nishino Daisy正是西野花之曾外孫。
2010年，其於連續四年受胎失敗下其由繁殖雌馬退役，於西山牧場進行養老生活。
2020年2月25日，其因衰老死亡，享年31歲。

### 詳細繁殖資料
| 數目     | 馬名              | 出生年 | 性別 | 父系           | 練馬師                                                                       | 馬主                                                              | 戰績                        |
| -------- | ----------------- | ------ | ---- | -------------- | ---------------------------------------------------------------------------- | ----------------------------------------------------------------- | --------------------------- |
|          | （受胎失敗）      |        |      | Sheriff's Star |                                                                              |                                                                   |                             |
| 第一匹   | Nishino Seiryu    | 1996   | 雄   | 百仁時間       | 栗東・松田正弘                                                               | 西山牧場                                                          | 13戰3冠0亞1季（退役）       |
| 第二匹   | 西野花1997        | 1997   | 雄   | 週日寧靜       |                                                                              |                                                                   | （未出戰）                  |
| 第三匹   | Nishino Shishi O  | 1998   | 雄   | 臨泰來         | 栗東・松田正弘                                                               | 西山牧場 →西山茂行                                                | 26戰4冠3亞1季（退役）       |
| 第四匹   | Nishino Raimei    | 1999   | 雄   | 勇舞           | 栗東・松田正弘                                                               | 西山牧場                                                          | 8戰2冠2亞1季（退役）        |
| 第五匹   | Nishino Harlock   | 2000   | 雄   | 大樹快車       | 栗東・松田正弘 →栗東・河内洋 →川崎・內田勝義 →金澤・吉井一良                 | 西山牧場 →西山茂行 →西山牧場 →Horse Care Co Ltd →酒井蔀 →酒井幸子 | 111戰9冠4亞4季（退役）      |
| 第六匹   | Nishino Due       | 2001   | 雄   | 百仁時間       | 栗東・松田正弘 →栗東・河内洋 →美浦・奧平雅士 →川崎・內田勝義 →笠松・山中輝久 | 西山牧場 →西山茂行 →西山牧場 →Horse Care Co Ltd                   | 50戰6冠3亞4季（退役）       |
| 第七匹   | Nishino Kaedemaru | 2002   | 雄   | 名畫家         | 栗東・松田正弘 →栗東・宮本博 →浦和・冨田藤男                                 | 西山茂行 →栗原清子                                                | 23戰3冠2亞1季（退役）       |
| 第八匹   | Nishino Mirai     | 2003   | 雌   | 星雲天空       | 美浦・手塚貴久                                                               | 西山茂行                                                          | 6戰0冠1亞0季（退役・繁殖）  |
| 第九匹   | 西野掌珠          | 2004   | 雌   | 愛麗速子       | 栗東・河內洋                                                                 | 西山茂行                                                          | 22戰4冠3亞3季（退役・繁殖） |
|          | （未配種）        |        |      |                |                                                                              |                                                                   |                             |
| 第十匹   | 西野花2006        | 2006   | 雄   | 談唱劇         |                                                                              |                                                                   | （未出戰）                  |
| 第十一匹 | Nishino Offense   | 2007   | 雄   | 愛麗速子       | 栗東・淺見秀一 →金澤・高橋道雄                                               | 西山茂行 →鹽濱攻仁                                                | 15戰0冠0亞2季（退役）       |
|          | （受胎失敗）      |        |      | 直布羅山       |                                                                              |                                                                   |                             |
|          | （受胎失敗）      |        |      | 櫻花進王       |                                                                              |                                                                   |                             |
| 谷野美酒 | （受胎失敗）      |        |      |                |                                                                              |                                                                   |                             |
|          | （受胎失敗）      |        |      | 大和主將       |                                                                              |                                                                   |                             |
|          | （受胎失敗）      |        |      | 富士奇蹟       |                                                                              |                                                                   |                             |
| 吉兆     | （受胎失敗）      |        |      |                |                                                                              |                                                                   |                             |

## 血統簡介
父系Majestic Light爲美國賽駒，生涯戰績優秀，曾勝出四項一級賽。祖父Majestic Prince亦爲美國馬匹，生涯戰績優秀，曾勝出美國三冠之中的肯塔基打吡及必利時錦標。
母系Duplicit爲美國馬匹，生涯無出賽紀錄。外祖父單色爲美國賽駒，生涯三場全勝後因傷退役，退役後成爲著名種馬，現以確立爲一支獨立的系統。

### 血統表
| 父線：Raise a Native系（天才舞者系）     |                                |                |                 |
| 種馬 Majestic Light 1973年（棗色）       | Majestic Prince 1966年（栗色） | Raise a Native | 天才舞者        |
| 種馬 Majestic Light 1973年（棗色）       | Majestic Prince 1966年（栗色） | Raise a Native | Raise You       |
| 種馬 Majestic Light 1973年（棗色）       | Majestic Prince 1966年（栗色） | Gay Hostess    | Royal Charger   |
| 種馬 Majestic Light 1973年（棗色）       | Majestic Prince 1966年（栗色） | Gay Hostess    | Your Hostess    |
| 種馬 Majestic Light 1973年（棗色）       | Irradiate 1966年（灰色）       | 里博           | Tenerani        |
| 種馬 Majestic Light 1973年（棗色）       | Irradiate 1966年（灰色）       | 里博           | Romanella       |
| 種馬 Majestic Light 1973年（棗色）       | Irradiate 1966年（灰色）       | High Voltage   | Amiorix         |
| 種馬 Majestic Light 1973年（棗色）       | Irradiate 1966年（灰色）       | High Voltage   | Dynamo          |
| 繁殖雌馬 Duplicit 1985年（棗色）         | 單色 1977年（棗色）            | 北地舞人       | 新北區          |
| 繁殖雌馬 Duplicit 1985年（棗色）         | 單色 1977年（棗色）            | 北地舞人       | Naltalma        |
| 繁殖雌馬 Duplicit 1985年（棗色）         | 單色 1977年（棗色）            | Pas de Nom     | Admirals Voyage |
| 繁殖雌馬 Duplicit 1985年（棗色）         | 單色 1977年（棗色）            | Pas de Nom     | Petitioner      |
| 繁殖雌馬 Duplicit 1985年（棗色）         | Fabulous Fraud 1974年（棗色）  | Le Fabuleux    | Wild Risk       |
| 繁殖雌馬 Duplicit 1985年（棗色）         | Fabulous Fraud 1974年（棗色）  | Le Fabuleux    | Anguar          |
| 繁殖雌馬 Duplicit 1985年（棗色）         | Fabulous Fraud 1974年（棗色）  | The Bride      | 勇者帝王        |
| 繁殖雌馬 Duplicit 1985年（棗色）         | Fabulous Fraud 1974年（棗色）  | The Bride      | Somethingroyal  |
| 雌系：Somethingroyal系（號族：2-s）      |                                |                |                 |
| 五代內近親交配：天才舞者 4×5、Nearco 5×5 |                                |                |                 |

## 命名由來
名字中，Nishino（ニシノ）是馬主西山正行的冠名，出自其姓氏中的「西」（ニシ）結合日語連接詞「的」（ノ）組成，香港則翻譯为同音的「西野」；Flower（フラワー）即是花的意思。

## 外部連結
- 西野花 netkeiba.com （页面存档备份，存于）
- 血統表 （页面存档备份，存于）